# Gert Fredriksson
Gert Fridolf Fredriksson (Aussprache [ˌ ʝæʈː ˈfɹeːdɹiksɔn], * 21. November 1919 in Nyköping; † 5. Juli 2006 ebenda) war ein schwedischer Kanute und Olympiasieger.

## Erfolge
Gert Fredriksson wurde bei den Olympischen Spielen in den Jahren 1948, 1952, 1956 und 1960 Olympiasieger im Kajak und gewann insgesamt sechs Goldmedaillen, eine Silbermedaille und eine Bronzemedaille. Mit diesen Medaillengewinnen ist er der erfolgreichste Kanute in der Olympiageschichte.
Er wurde siebenmal Weltmeister und ist mit acht Medaillen zwischen 1948 und 1960, davon sechsmal Gold im Einer-Kajak, einmal Gold im Zweier-Kajak und einmal Bronze im Einer einer der erfolgreichsten Kanuten. 1949 wurde er mit der Svenska-Dagbladet-Goldmedaille geehrt.